# Sanurus dubius
Sanurus dubius är en insektsart som beskrevs av Melichar 1902. Sanurus dubius ingår i släktet Sanurus och familjen Flatidae. Inga underarter finns listade i Catalogue of Life.